# Caius Valerius Potitus Volusus
Pour les articles homonymes, voir Valerius Potitus et Valerius Volusus.
Caius Valerius Potitus Volusus est un homme politique de la République romaine, plusieurs fois tribun militaire à pouvoir consulaire entre 415 et 404 av. J.-C. et consul en 410 av. J.-C.

## Famille
Il est membre des Valerii Potiti et des Valerii Volusi, branches de la gens Valeria. Il pourrait être le fils de Lucius Valerius Potitus, consul en 449 av. J.-C., le frère de Lucius Valerius Potitus, tribun consulaire entre 414 et 398 av. J.-C. et consul en 393 et 392 av. J.-C., et le père de Caius Valerius Potitus, tribun consulaire en 370 av. J.-C. Son nom complet serait alors Caius Valerius L.f. P.n. Potitus Volusus. Toutefois, les Fastes capitolins donnent Volusi n., ce qui pourrait faire de lui un descendant de Marcus Valerius Volusus, consul en 505 av. J.-C.

## Biographie

### Premier tribunat consulaire (415)
En 415 av. J.-C., il est tribun militaire à pouvoir consulaire avec trois autres collègues,. Les Èques de Bola envahissent le territoire de Labicum, récemment conquis et colonisé par les Romains. Les tribuns consulaires mènent une rapide campagne militaire et repoussent les Èques de Bola qui n'ont pas pu bénéficier du soutien du reste des Èques, encore marqués par leur défaite face aux Romains trois ans plus tôt. Bola est prise après un court siège et quelques combats. Le tribun de la plèbe Lucius Decius propose alors d'établir une colonie à Bolae mais son projet est rejeté.

### Consulat (410)
En 410 av. J.-C., il est consul avec Manius Aemilius Mamercinus. Malgré l'action du tribun de la plèbe Marcus Menenius qui veut faire voter une loi agraire et bloque la levée, les consuls parviennent à réunir l'armée pour partir en campagne contre les Èques et les Volsques. Grâce à leur victoire et la prise de la citadelle de Carventum (Arx Carventana), les consuls obtiennent l'honneur de célébrer une ovation,.

### Tribunats consulaires (407-404)
Il est à nouveau tribun militaire à pouvoir consulaire en 407 av. J.-C. avec trois autres collègues,, et en 404 av. J.-C. avec cinq autres collègues,,. Avec ces derniers, il défait les Volsques et s'empare d'Artena. En parallèle, les Romains poursuivent le siège de Véies et établissent une colonie à Velitrae,.

### Fin de carrière
En 398 av. J.-C., Caius Valerius fait partie des ambassadeurs envoyés à Delphes pour obtenir l'oracle d'Apollon concernant une montée des eaux inexpliquée d'un lac près d'Albe la Longue, un prodige que les Romains pensent associé à l'issue du siège de Véies.

« [...] un lac, dans la forêt d'Albe, s'accrut et s'éleva à une hauteur extraordinaire, sans que l'on pût expliquer cet effet merveilleux, ni par l'eau du ciel, ni par toute autre cause naturelle. Pour savoir ce que les dieux présageaient par ce prodige, on envoya des députés consulter l'oracle de Delphes. Mais un autre interprète avait été placé plus près du camp par les destins : un vieillard de Véies, au milieu des railleries échangées entre les sentinelles romaines et les gardes étrusques, chanta ces paroles d'un ton prophétique : "Tant que les eaux du lac d'Albe n'auront point disparu, le Romain ne sera point maître de Véies." »

— Tite-Live, Histoire romaine, V, 15
À leur retour en 397 av. J.-C., les ambassadeurs rapportent la même explication et le vieillard de Véies, d'abord emprisonné, est chargé d'expier le prodige pour apaiser les dieux.